# Halocharis
Halocharis é um género botânico pertencente à família Amaranthaceae.

## Espécies
- Halocharis beludshistanica
- Halocharis carthamoides
- Halocharis clavata
- Halocharis farsistanica
- Halocharis gamocarpa
- Halocharis gossypina
- Halocharis hispida
- Halocharis lachnantha
- Halocharis sulphurea
- Halocharis turcomanica
- Halocharis vesiculosa
- Halocharis violacea